# 旧金山华侨千人墓
旧金山华侨千人墓，位于广东省广州市越秀区横枝岗，现广州市胸科医院里面。墓区估计安葬924具旅美先侨遗骨。
当年在美国政府颁布一系列排华法案的时期，华侨的处境日趋艰难，不少华侨被害而亡或死于贫困。许多客死他乡的华侨在当地没有亲属，于是旧金山华人侨团将这些无主的遗骨收殓后送回中国，却被清政府退回美国。
创建于1871年的广州首家慈善机构爱育善堂后与美国政府交涉，并于1887年派人将旧金山的这批遗骨运回，安葬在广州市白云山下横枝岗，俗称“华侨千人墓”。